# 던 (래퍼)
던(본명: 김효종 , 본명 한자: 金曉鐘 1994년 6월 1일 ~ )은 대한민국의 래퍼이다. 과거 보이 그룹 펜타곤과 혼성 그룹 트리플 H의 멤버였으며, 이던이라는 예명을 사용했다.

## 학력
- 화순제일초등학교 (졸업)
- 화순중학교 (졸업)
- 전남기술과학고등학교 (졸업)

## 음반 목록

### 트리플 H
머니-2019

## 출연 작품

### 방송
- 《펜타곤 메이커》 (2016) - 참가자
- 《Triple H 흥신소》 (2017) - 고정
- 《아는형님》 (2019) - 게스트(with.현아)
- 《라디오스타》 (2020) - 스페셜 MC
- 《박장데소》 (2020) - 게스트